# Velbastaður

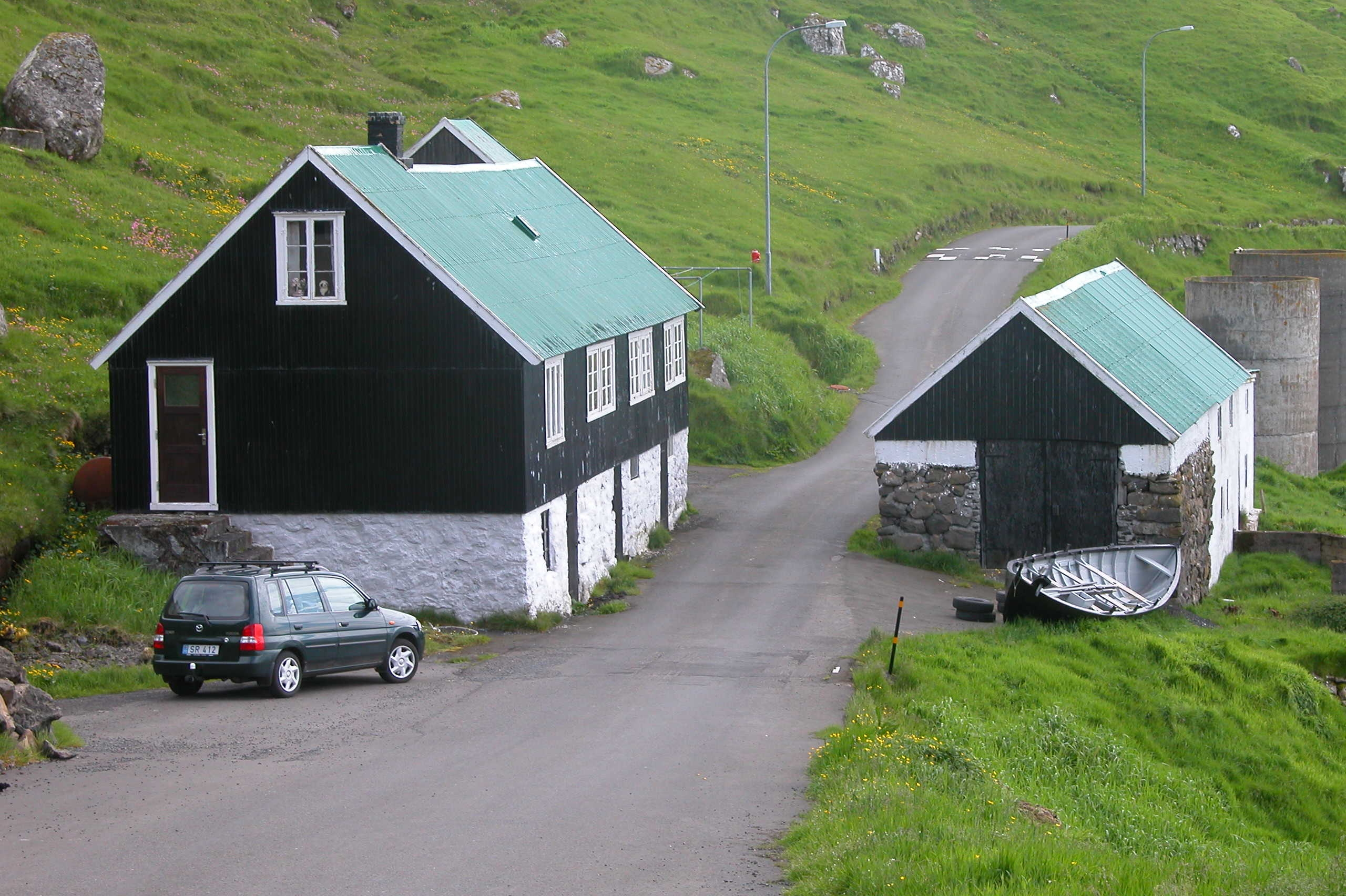
Häuser in Velbastaður

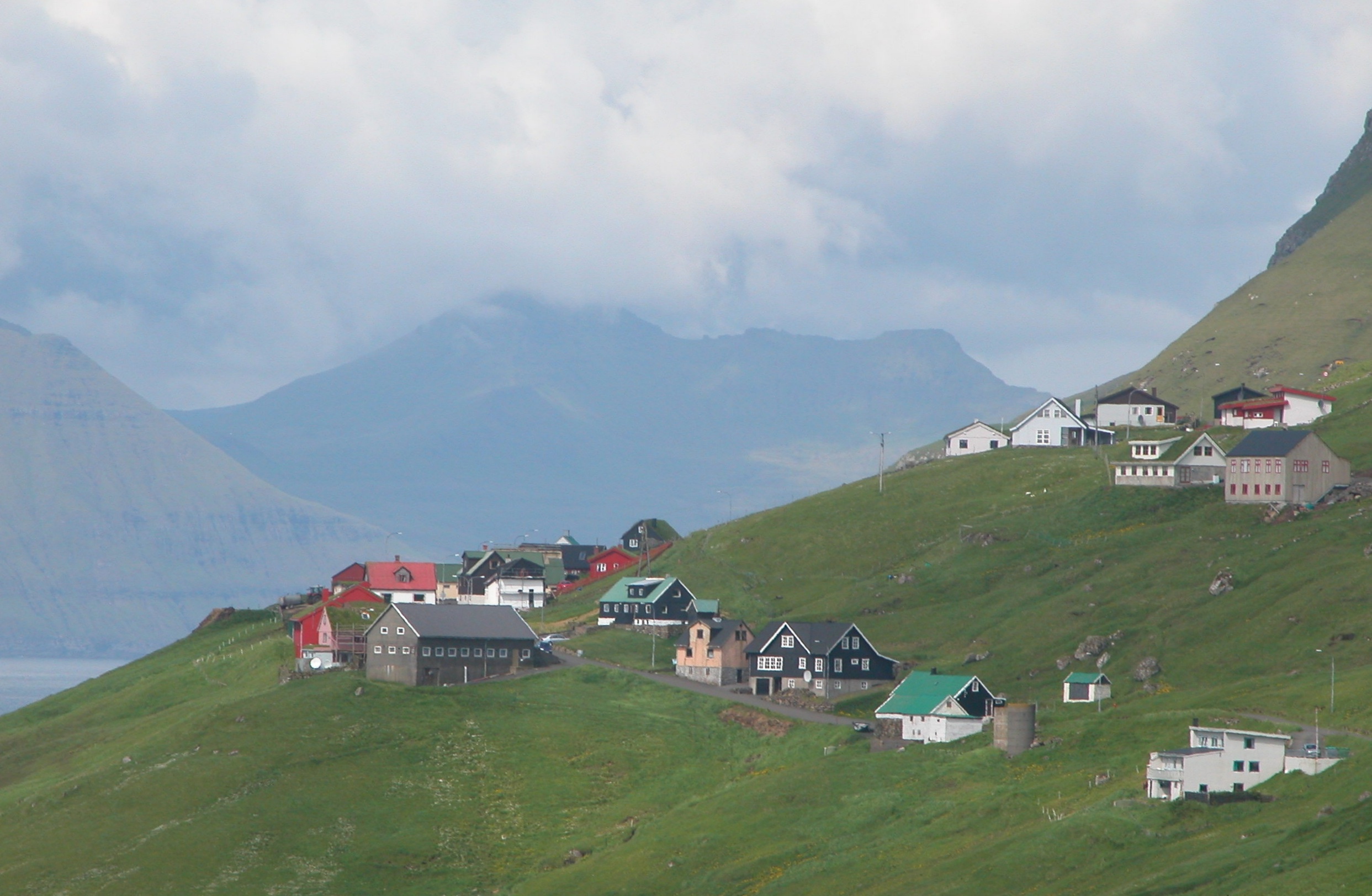
Velbastaður

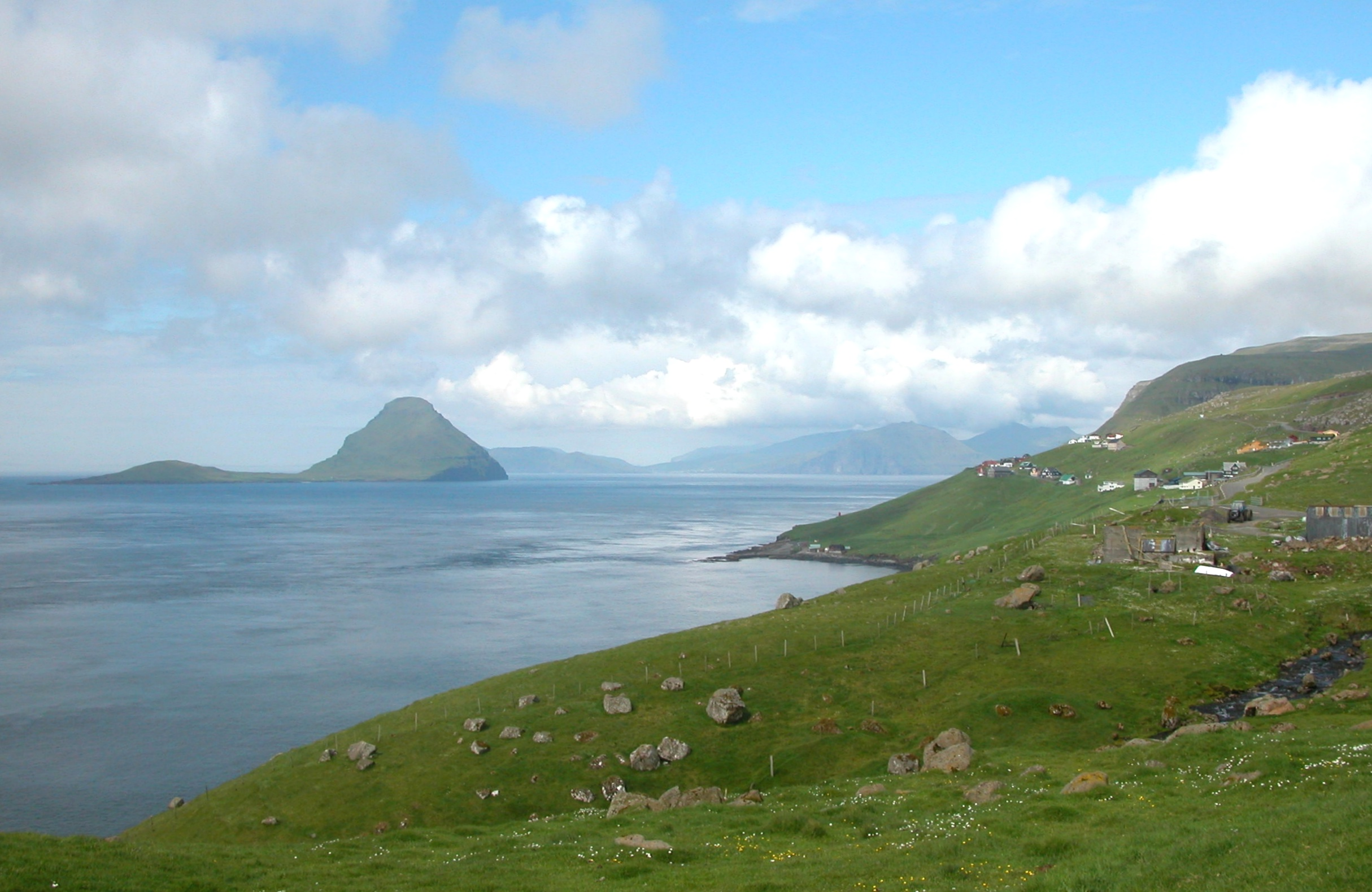
Der Ort aus der Ferne. Im Hintergrund die Insel Koltur.

Velbastaður [ˈvɛlbaˌstɛavʊɹ] (dänisch Velbestad) ist ein Ort der Färöer an der südlichen Westküste der Hauptinsel Streymoy.

## Der Ort
Velbastaður liegt zwischen Syðradalur im Nordwesten und Kirkjubøur im Südosten. Das Dorf bildete bis Ende 2004 mit dem Nachbarort Kirkjubøur zusammen eine eigene Gemeinde mit 226 Einwohnern (Ende 2002). Seit dem 1. Januar 2005 gehören beide Orte zur Hauptstadtgemeinde Tórshavn. Zusammen mit dem Bau des Fährhafens Gamlarætt wurde auch die von Tórshavn dorthin führende Straße ausgebaut. Dadurch erhöhte sich auch die Attraktivität von Velbastaður als Wohnort. Es kam in der darauf folgenden Zeit zu einem beträchtlichen Anwachsen der Bevölkerungszahl, sodass der Ort 227 Einwohner im Jahr 2015 zählte. Velbastaður verfügt heute über zwei Schulen und einen Kindergarten. Eine eigene Kirche hat das Dorf allerdings nicht, die Bewohner benutzen die Olavskirche im 5 km südlich gelegenen Kirkjubøur mit. Die Postleitzahl von Velbastaður lautet FO-176.

## Geschichte
Velbastaður gehört zu den ältesten Orten auf den 18 Inseln im Nordatlantik. Im Ortsteil Fossdalur wurde Überreste von Gebäuden aus der Wikingerzeit gefunden. 1349 soll die gesamte Bevölkerung an der Pest gestorben sein. Schriftlich erwähnt wird der Ortsname jedoch erstmals im Jahr 1584. Er erscheint dort in der dänischen Form Valbøsted. Velbastaður ist die einzige Ortschaft auf den Färöern, die auf -staður endet. Über die Herkunft und Bedeutung des Ortsnamens sind allerhand Vermutungen angestellt worden ohne ein befriedigendes Ergebnis zu erzielen.
Der von den Färöern stammende Naturforscher Nicolai Mohr (1742–1790), der mit Jens Christian Svabo zusammengearbeitet hatte, unternahm bereits erste altertumskundliche Untersuchungen in Velbastaður im Rahmen seiner 1776 begonnenen, dreijährigen Erkundungstätigkeit auf den Färöern.
Im Jahr 2016 wurde bei archäologischen Ausgrabungen die Hälfte eines angelsächsischen Silberpfennigs (silver penny) aus der Regierungszeit von Edward dem Älteren, König von Wessex (reg. 899–924), entdeckt. Im Sommer 2016 wurde an gleicher Stelle das seltene Exemplar eines mit einem Kreuz versehenen, vergoldeten Fingerrings aus Silber gefunden.

## Persönlichkeiten
- Dánjal Pauli Danielsen (auch Dánjal í Búðini; 1919–2010), färöischer Politiker des Fólkaflokkurin. Minister in der färöischen Landesregierung von 1975 bis 1981.
- Jóngerð Purkhús (* 1937), färöische Politikerin des Tjóðveldisflokkurin und Ministerin in der färöischen Landesregierung von 1985 bis 1991. Sie lebt seit 1976 mit ihrem Mann Niels á Velbastað in Velbastaður.